# Certified International Investment Analyst
Certified International Investment Analyst (CIIA) est un diplôme international délivré en France par la SFAF (Société française des analystes financiers).
Comme le Certified International Wealth Management, le CIIA intègre les spécificités propres au contexte financier national tout en bénéficiant d'une véritable reconnaissance internationale. Les analystes diplômés du CIIA reçoivent également le CEFA, diplôme de l'EFFAS, reconnu en Grande-Bretagne. 
Il est destiné aux professionnels utilisant les techniques d'analyse financière et de gestion de portefeuille (analystes, gérants, chargés de communication financière, auditeurs…).